# Ninurta-kibsi-usur

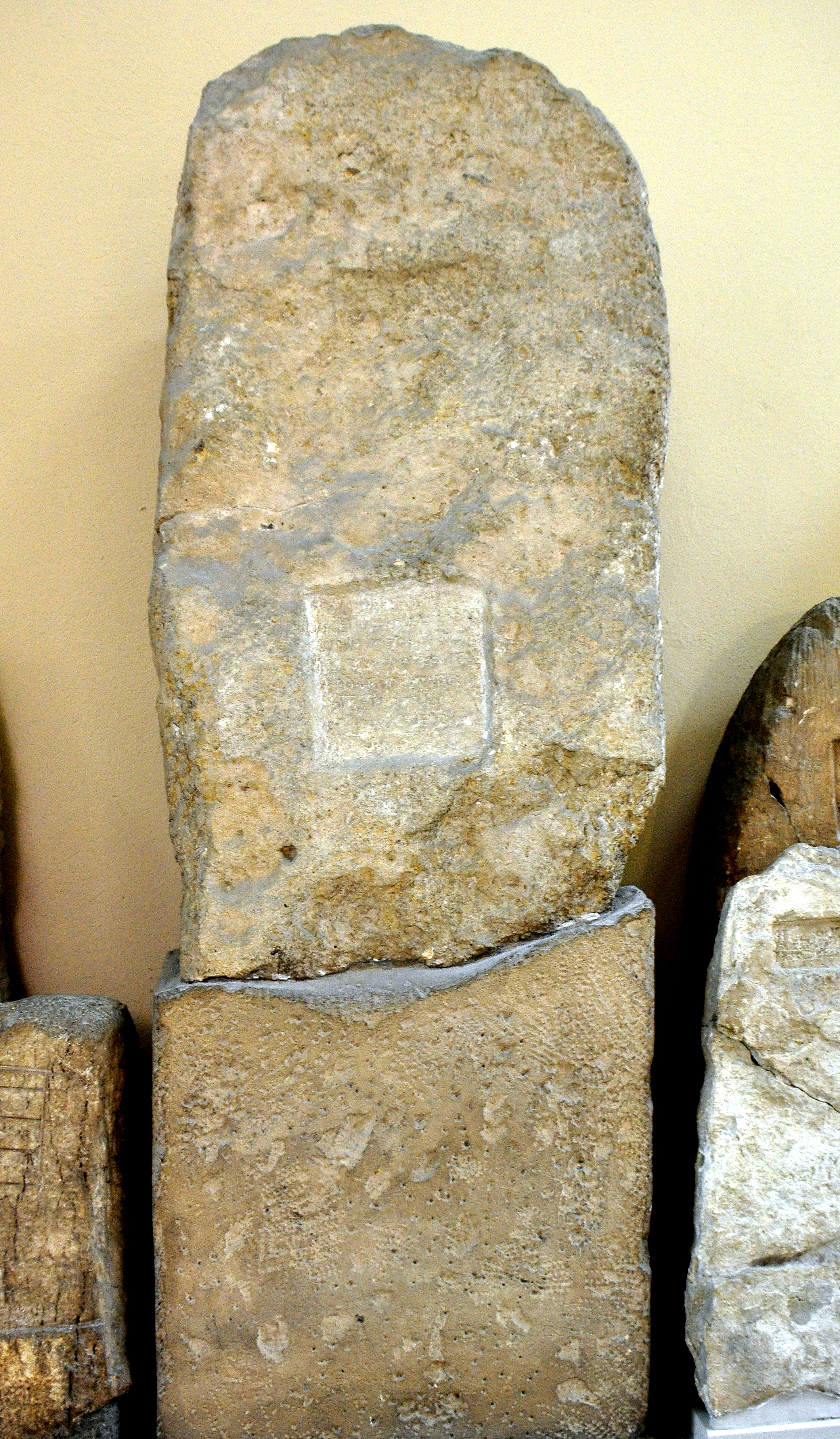
Kamienna stela Ninurta-kabsi-usura z jednego z rzędów stel (Stelenreihen) w Aszur; zbiory Muzeum Pergamońskiego w Berlinie

Ninurta-kibsi-usur (akad. Ninurta-kibsī-uṣur lub Inūrta-kibsī-uṣur, w transliteracji z pisma klinowego zapisywane mdmaš-kib-si-pap, tłum. „Ninurto, strzeż mej drogi!") – wysoki dostojnik za rządów asyryjskiego króla Salmanasara III (858-824 p.n.e.), pełniący na dworze królewskim urząd  rab šāqê, ("wielkiego podczaszego"), zarządca prowincji Amedi i Tuszhan. Z asyryjskiej kroniki eponimów wiadomo, iż w 838 r. p.n.e. sprawował on również urząd limmu (eponima). W tym samym źródle Ninurta-kibsi-usur nazywany jest gubernatorem Rasappy, ale zdaniem uczonych mamy tu do czynienia z błędem kopisty układającego lub przepisującego tekst. W centrum ceremonialnym w mieście Aszur odkryto stelę z inskrypcją Ninurta-kibsi-usura pośród stel poświęconych asyryjskim władcom i najważniejszym dostojnikom państwowym.